# 신풍초등학교 (경북)
신풍초등학교는 대한민국 경상북도 예천군 지보면 신풍1리길 11 (신풍리)에 있었던 공립 초등학교이다.

## 학교 연혁
- 1935년 5월 8일 지보공립보통학교 부설 신풍간이학교 설립인가(2년제)
- 1935년 5월 16일 신풍간이학교 개교(7회 졸업생 배출)
- 1943년 4월 1일 지보동부공립국민학교로 승격
- 1953년 5월 1일 신풍국민학교로 교명 변경
- 1981년 1월 20일 병설유치원 인가
- 1996년 3월 1일 신풍초등학교로 교명 변경
- 1999년 2월 19일 제51회 졸업식(남 2,120명. 여 1,749명)
- 1999년 9월 1일 지보초등학교로 통폐합